# Duchi di Mondragone
Questo è un elenco cronologico dei Duchi di Mondragone, ovvero di coloro che detennero un titolo ducale sul feudo di Mondragone, oggi un comune italiano della provincia di Caserta, in Campania.
I duchi succedutesi nei secoli appartennero a sole quattro casate. La prima famiglia fu quella dei Carafa: il ramo in questione era già feudatario di Mondragone e furono i primi ad ottenere il titolo ducale su questo territorio nel 1519, per poi ottenere anche il prestigioso titolo di Principe di Stigliano nel 1522; l'ultimo membro della famiglia a fregiarsi di questi titoli fu Donna Anna Carafa della Stadera, che morì nel 1644 e che lasciò la sua eredità al figlio Nicolás María de Guzmán y Carafa della Casa de Guzmán, che tuttavia morì privo di eredi nel 1689. Successivamente subentrò la famiglia dei Grillo, che acquistarono Mondragone con Carinola nel 1691 e ne divennero rispettivamente duchi e conti nel 1709; con l'abolizione della feudalità del Regno di Napoli nel 1806, il potere diretto dei duchi cessò con essa e l'ultima duchessa della famiglia fu Donna Maria Rosa Grillo, morta nel 1863. All'estinzione dei Grillo di Mondragone, il titolo passò per eredità dinastica alla famiglia Giustiniani-Bandini, che aveva tra i suoi avi Donna Nicoletta Grillo, figlia del duca Domenico Grillo di Mondragone; tuttavia anche quest'ultima casata si estinse con il suo ultimo duca Carlo Giustiniani-Bandini, che morì nel 1941 dopo che tutti e tre i figli maschi gli premorirono senza prole, lasciando la sua eredità all'unica figlia Maria Sofia Giustiniani-Bandini, che tuttavia non ereditò il titolo e che morirà anch'essa priva di eredi nel 1977, portando all'estinzione della sua famiglia anche in linea femminile.
A testimonianza di questo periodo storico, nella città di Mondragone è ancora presente il Palazzo Ducale.

## Duchi di Mondragone (Carafa, 1519–1644)
| N° | Duca/Duchessa (nascita–morte) | Immagine | Stemma | In carica (dal–al) | Matrimonio & Discendenza | Altri titoli | Diritto di successione | N. |
| Don Antonio Carafa della Stadera fu un ricco feudatario, possessore dei territori di Mondragone , Castelnuovo , San Lorenzo , Laviano , Castelgrande , Rapone , Alianello , Sant'Arcangelo , Roccanova , Stigliano , Accettura , Gorgoglione e Guardia . Venne creato 1º Duca di Mondragone con Privilegio datato Barcellona 9 aprile 1519 (esecutivo: Napoli 27 ottobre 1519) e fu, successivamente, anche creato 1º Principe di Stigliano con Privilegio datato 21 giugno 1522 . | Don Antonio Carafa della Stadera fu un ricco feudatario, possessore dei territori di Mondragone , Castelnuovo , San Lorenzo , Laviano , Castelgrande , Rapone , Alianello , Sant'Arcangelo , Roccanova , Stigliano , Accettura , Gorgoglione e Guardia . Venne creato 1º Duca di Mondragone con Privilegio datato Barcellona 9 aprile 1519 (esecutivo: Napoli 27 ottobre 1519) e fu, successivamente, anche creato 1º Principe di Stigliano con Privilegio datato 21 giugno 1522 . | Don Antonio Carafa della Stadera fu un ricco feudatario, possessore dei territori di Mondragone , Castelnuovo , San Lorenzo , Laviano , Castelgrande , Rapone , Alianello , Sant'Arcangelo , Roccanova , Stigliano , Accettura , Gorgoglione e Guardia . Venne creato 1º Duca di Mondragone con Privilegio datato Barcellona 9 aprile 1519 (esecutivo: Napoli 27 ottobre 1519) e fu, successivamente, anche creato 1º Principe di Stigliano con Privilegio datato 21 giugno 1522 . | Don Antonio Carafa della Stadera fu un ricco feudatario, possessore dei territori di Mondragone , Castelnuovo , San Lorenzo , Laviano , Castelgrande , Rapone , Alianello , Sant'Arcangelo , Roccanova , Stigliano , Accettura , Gorgoglione e Guardia . Venne creato 1º Duca di Mondragone con Privilegio datato Barcellona 9 aprile 1519 (esecutivo: Napoli 27 ottobre 1519) e fu, successivamente, anche creato 1º Principe di Stigliano con Privilegio datato 21 giugno 1522 . | Don Antonio Carafa della Stadera fu un ricco feudatario, possessore dei territori di Mondragone , Castelnuovo , San Lorenzo , Laviano , Castelgrande , Rapone , Alianello , Sant'Arcangelo , Roccanova , Stigliano , Accettura , Gorgoglione e Guardia . Venne creato 1º Duca di Mondragone con Privilegio datato Barcellona 9 aprile 1519 (esecutivo: Napoli 27 ottobre 1519) e fu, successivamente, anche creato 1º Principe di Stigliano con Privilegio datato 21 giugno 1522 . | Don Antonio Carafa della Stadera fu un ricco feudatario, possessore dei territori di Mondragone , Castelnuovo , San Lorenzo , Laviano , Castelgrande , Rapone , Alianello , Sant'Arcangelo , Roccanova , Stigliano , Accettura , Gorgoglione e Guardia . Venne creato 1º Duca di Mondragone con Privilegio datato Barcellona 9 aprile 1519 (esecutivo: Napoli 27 ottobre 1519) e fu, successivamente, anche creato 1º Principe di Stigliano con Privilegio datato 21 giugno 1522 . | Don Antonio Carafa della Stadera fu un ricco feudatario, possessore dei territori di Mondragone , Castelnuovo , San Lorenzo , Laviano , Castelgrande , Rapone , Alianello , Sant'Arcangelo , Roccanova , Stigliano , Accettura , Gorgoglione e Guardia . Venne creato 1º Duca di Mondragone con Privilegio datato Barcellona 9 aprile 1519 (esecutivo: Napoli 27 ottobre 1519) e fu, successivamente, anche creato 1º Principe di Stigliano con Privilegio datato 21 giugno 1522 . | Don Antonio Carafa della Stadera fu un ricco feudatario, possessore dei territori di Mondragone , Castelnuovo , San Lorenzo , Laviano , Castelgrande , Rapone , Alianello , Sant'Arcangelo , Roccanova , Stigliano , Accettura , Gorgoglione e Guardia . Venne creato 1º Duca di Mondragone con Privilegio datato Barcellona 9 aprile 1519 (esecutivo: Napoli 27 ottobre 1519) e fu, successivamente, anche creato 1º Principe di Stigliano con Privilegio datato 21 giugno 1522 . | Don Antonio Carafa della Stadera fu un ricco feudatario, possessore dei territori di Mondragone , Castelnuovo , San Lorenzo , Laviano , Castelgrande , Rapone , Alianello , Sant'Arcangelo , Roccanova , Stigliano , Accettura , Gorgoglione e Guardia . Venne creato 1º Duca di Mondragone con Privilegio datato Barcellona 9 aprile 1519 (esecutivo: Napoli 27 ottobre 1519) e fu, successivamente, anche creato 1º Principe di Stigliano con Privilegio datato 21 giugno 1522 . |
| --- | --- | --- | --- | --- | --- | --- | --- | --- |
| I | Don Antonio I Carafa della Stadera (...–1528) | | | 9 aprile 1519 | Donna Ippolita di Capua dei Conti di Altavilla 5 figli e 3 figlie | Già Signore di Mondragone da prima del 1479; 1º Principe di Stigliano dal 1522; Patrizio Napoletano | Nessuno, fu il primo Duca | |
| I | Don Antonio I Carafa della Stadera (...–1528) | 27 giugno 1528 | | | Donna Ippolita di Capua dei Conti di Altavilla 5 figli e 3 figlie | Già Signore di Mondragone da prima del 1479; 1º Principe di Stigliano dal 1522; Patrizio Napoletano | Nessuno, fu il primo Duca | |
| II | Don Luigi I Carafa della Stadera (1511–1576) | | | 27 giugno 1528 | (1ª) Donna Clarice Orsini dei Signori di Bracciano (2ª) Donna Lucrezia del Tufo dei Marchesi di LavelloDai matrimoni nacquero 2 figli e 1 figlia | II Principe di Stigliano; Signore di molti feudi; Patrizio Napoletano | Figlio del precedente, Antonio | [ 2 ] |
| II | Don Luigi I Carafa della Stadera (1511–1576) | 17 luglio 1576 | | | (1ª) Donna Clarice Orsini dei Signori di Bracciano (2ª) Donna Lucrezia del Tufo dei Marchesi di LavelloDai matrimoni nacquero 2 figli e 1 figlia | II Principe di Stigliano; Signore di molti feudi; Patrizio Napoletano | Figlio del precedente, Antonio | [ 2 ] |
| III | Don Antonio II Carafa della Stadera (1542–1578) | | | 17 luglio 1576 | (1ª) Donna Ippolita Gonzaga dei Conti di Guastalla 1 figlia (2ª) Donna Giovanna Colonna dei Principi di Paliano 2 figli | III Principe di Stigliano; Signore di molti feudi; Patrizio Napoletano; Grande di Spagna di prima classe | Figlio del precedente, Luigi | |
| III | Don Antonio II Carafa della Stadera (1542–1578) | 14 agosto 1578 | | | (1ª) Donna Ippolita Gonzaga dei Conti di Guastalla 1 figlia (2ª) Donna Giovanna Colonna dei Principi di Paliano 2 figli | III Principe di Stigliano; Signore di molti feudi; Patrizio Napoletano; Grande di Spagna di prima classe | Figlio del precedente, Luigi | |
| IV | Don Luigi II Carafa della Stadera (1567–1630) | | | 14 agosto 1578 | Donna Isabella Gonzaga, duchessa sovrana di Sabbioneta, duchessa di Traetto, contessa di Fondi, baronessa di Caramanico, signora di molti feudi 1 figlio | IV Principe di Stigliano (fino al 1630); Duca titolare di Sabbioneta, Duca di Traetto; Conte di Fondi; Barone di Calotone, Piadena e Spineda; Signore di molti feudi; Patrizio Napoletano; Grande di Spagna di prima classe | Figlio del precedente, Antonio | |
| IV | Don Luigi II Carafa della Stadera (1567–1630) | 1602 | | | Donna Isabella Gonzaga, duchessa sovrana di Sabbioneta, duchessa di Traetto, contessa di Fondi, baronessa di Caramanico, signora di molti feudi 1 figlio | IV Principe di Stigliano (fino al 1630); Duca titolare di Sabbioneta, Duca di Traetto; Conte di Fondi; Barone di Calotone, Piadena e Spineda; Signore di molti feudi; Patrizio Napoletano; Grande di Spagna di prima classe | Figlio del precedente, Antonio | |
| V | Don Antonio III Carafa della Stadera (...–ante 1624) | | | 1602 | Donna Elena Aldobrandini dei Principi di Sarsina e Meldola 2 figli e 1 figlia | Duca di Traetto; Conte di Fondi; Patrizio Napoletano | Figlio del precedente, Luigi | |
| V | Don Antonio III Carafa della Stadera (...–ante 1624) | ante 1624 | | | Donna Elena Aldobrandini dei Principi di Sarsina e Meldola 2 figli e 1 figlia | Duca di Traetto; Conte di Fondi; Patrizio Napoletano | Figlio del precedente, Luigi | |
| VI | Donna Anna Carafa della Stadera (1607–1644) | | | 1637 | Don Ramiro Felipe Núñez de Guzmán, II duca di Medina de las Torres, II marchese di Toral, e viceré di Napoli 3 figli | V Principessa di Stigliano; Duchessa di Traetto; Contessa di Fondi; Baronessa di Calotone, Piadena e Spineda; Signora di molti feudi | Figlia del precedente, Antonio | |
| VI | Donna Anna Carafa della Stadera (1607–1644) | 24 ottobre 1644 | | | Don Ramiro Felipe Núñez de Guzmán, II duca di Medina de las Torres, II marchese di Toral, e viceré di Napoli 3 figli | V Principessa di Stigliano; Duchessa di Traetto; Contessa di Fondi; Baronessa di Calotone, Piadena e Spineda; Signora di molti feudi | Figlia del precedente, Antonio | |
| Alla morte dell'ultima esponente e duchessa della famiglia Carafa dei Principi di Stigliano e Duchi di Mondragone, i suoi titoli passarono al figlio primogenito Nicolás María de Guzmán y Carafa , III duca di Medina de las Torres e III marchese di Toral , che tuttavia morì privo di eredi nel 1689 . | | | | | | | | |

## Duchi di Mondragone (de Guzmán, 1644–1689)
| N° | Duca (nascita–morte) | Immagine | Stemma | In carica (dal–al) | Matrimonio & Discendenza | Altri titoli | Diritto di successione | N. |
| Estintosi il ramo della famiglia Carafa dei Principi di Stigliano e Duchi di Mondragone, i titoli dell'ultima esponente passarono tramite lei a suo figlio primogenito Nicolás María de Guzmán y Carafa , III duca di Medina de las Torres e III marchese di Toral . | Estintosi il ramo della famiglia Carafa dei Principi di Stigliano e Duchi di Mondragone, i titoli dell'ultima esponente passarono tramite lei a suo figlio primogenito Nicolás María de Guzmán y Carafa , III duca di Medina de las Torres e III marchese di Toral . | Estintosi il ramo della famiglia Carafa dei Principi di Stigliano e Duchi di Mondragone, i titoli dell'ultima esponente passarono tramite lei a suo figlio primogenito Nicolás María de Guzmán y Carafa , III duca di Medina de las Torres e III marchese di Toral . | Estintosi il ramo della famiglia Carafa dei Principi di Stigliano e Duchi di Mondragone, i titoli dell'ultima esponente passarono tramite lei a suo figlio primogenito Nicolás María de Guzmán y Carafa , III duca di Medina de las Torres e III marchese di Toral . | Estintosi il ramo della famiglia Carafa dei Principi di Stigliano e Duchi di Mondragone, i titoli dell'ultima esponente passarono tramite lei a suo figlio primogenito Nicolás María de Guzmán y Carafa , III duca di Medina de las Torres e III marchese di Toral . | Estintosi il ramo della famiglia Carafa dei Principi di Stigliano e Duchi di Mondragone, i titoli dell'ultima esponente passarono tramite lei a suo figlio primogenito Nicolás María de Guzmán y Carafa , III duca di Medina de las Torres e III marchese di Toral . | Estintosi il ramo della famiglia Carafa dei Principi di Stigliano e Duchi di Mondragone, i titoli dell'ultima esponente passarono tramite lei a suo figlio primogenito Nicolás María de Guzmán y Carafa , III duca di Medina de las Torres e III marchese di Toral . | Estintosi il ramo della famiglia Carafa dei Principi di Stigliano e Duchi di Mondragone, i titoli dell'ultima esponente passarono tramite lei a suo figlio primogenito Nicolás María de Guzmán y Carafa , III duca di Medina de las Torres e III marchese di Toral . | Estintosi il ramo della famiglia Carafa dei Principi di Stigliano e Duchi di Mondragone, i titoli dell'ultima esponente passarono tramite lei a suo figlio primogenito Nicolás María de Guzmán y Carafa , III duca di Medina de las Torres e III marchese di Toral . |
| --- | --- | --- | --- | --- | --- | --- | --- | --- |
| VII | Don Nicolás María de Guzmán y Carafa (1638–1689) | | | 24 ottobre 1644 | Donna Maria de Toledo y Velasco nessun figlio | VIII principe di Stigliano, IV duca di Sabbioneta, III duca di Medina de las Torres, III marchese di Toral, conte di Fondi | Figlio della precedente, Anna Carafa della Stadera | |
| VII | Don Nicolás María de Guzmán y Carafa (1638–1689) | 7 gennaio 1689 | | | Donna Maria de Toledo y Velasco nessun figlio | VIII principe di Stigliano, IV duca di Sabbioneta, III duca di Medina de las Torres, III marchese di Toral, conte di Fondi | Figlio della precedente, Anna Carafa della Stadera | |
| Morto privo di eredi, anche il dominio della Casa de Guzmán cessò su queste terre e dopo pochi anni di stallo verrà soppiantata dalla nuova dinastia dei Grillo , che tuttavia riotterrà il titolo ducale solamente nel 1709                                         | | | | | | | | |

## Duchi di Mondragone (Grillo, 1709–1863)
| N° | Duca/Duchessa (nascita–morte) | Immagine | Stemma | In carica (dal–al) | Matrimonio & Discendenza | Altri titoli | Diritto di successione | N. |
| Don Marcantonio I Grillo ( 1643 – 1706 ), divenne barone di Mondragone e Carinola dal 4 novembre 1692 , a seguito dell'acquisto dei due feudi dalla famiglia Carafa nel 1691 per 550.000 ducati . Suo figlio, Don Agapito IV Domenico fu creato 1º Duca di Mondragone e 1º Conte di Carinola con Diploma del 3 giugno 1709 .                                                                                                 | Don Marcantonio I Grillo ( 1643 – 1706 ), divenne barone di Mondragone e Carinola dal 4 novembre 1692 , a seguito dell'acquisto dei due feudi dalla famiglia Carafa nel 1691 per 550.000 ducati . Suo figlio, Don Agapito IV Domenico fu creato 1º Duca di Mondragone e 1º Conte di Carinola con Diploma del 3 giugno 1709 . | Don Marcantonio I Grillo ( 1643 – 1706 ), divenne barone di Mondragone e Carinola dal 4 novembre 1692 , a seguito dell'acquisto dei due feudi dalla famiglia Carafa nel 1691 per 550.000 ducati . Suo figlio, Don Agapito IV Domenico fu creato 1º Duca di Mondragone e 1º Conte di Carinola con Diploma del 3 giugno 1709 . | Don Marcantonio I Grillo ( 1643 – 1706 ), divenne barone di Mondragone e Carinola dal 4 novembre 1692 , a seguito dell'acquisto dei due feudi dalla famiglia Carafa nel 1691 per 550.000 ducati . Suo figlio, Don Agapito IV Domenico fu creato 1º Duca di Mondragone e 1º Conte di Carinola con Diploma del 3 giugno 1709 . | Don Marcantonio I Grillo ( 1643 – 1706 ), divenne barone di Mondragone e Carinola dal 4 novembre 1692 , a seguito dell'acquisto dei due feudi dalla famiglia Carafa nel 1691 per 550.000 ducati . Suo figlio, Don Agapito IV Domenico fu creato 1º Duca di Mondragone e 1º Conte di Carinola con Diploma del 3 giugno 1709 . | Don Marcantonio I Grillo ( 1643 – 1706 ), divenne barone di Mondragone e Carinola dal 4 novembre 1692 , a seguito dell'acquisto dei due feudi dalla famiglia Carafa nel 1691 per 550.000 ducati . Suo figlio, Don Agapito IV Domenico fu creato 1º Duca di Mondragone e 1º Conte di Carinola con Diploma del 3 giugno 1709 . | Don Marcantonio I Grillo ( 1643 – 1706 ), divenne barone di Mondragone e Carinola dal 4 novembre 1692 , a seguito dell'acquisto dei due feudi dalla famiglia Carafa nel 1691 per 550.000 ducati . Suo figlio, Don Agapito IV Domenico fu creato 1º Duca di Mondragone e 1º Conte di Carinola con Diploma del 3 giugno 1709 .                                          | Don Marcantonio I Grillo ( 1643 – 1706 ), divenne barone di Mondragone e Carinola dal 4 novembre 1692 , a seguito dell'acquisto dei due feudi dalla famiglia Carafa nel 1691 per 550.000 ducati . Suo figlio, Don Agapito IV Domenico fu creato 1º Duca di Mondragone e 1º Conte di Carinola con Diploma del 3 giugno 1709 . | Don Marcantonio I Grillo ( 1643 – 1706 ), divenne barone di Mondragone e Carinola dal 4 novembre 1692 , a seguito dell'acquisto dei due feudi dalla famiglia Carafa nel 1691 per 550.000 ducati . Suo figlio, Don Agapito IV Domenico fu creato 1º Duca di Mondragone e 1º Conte di Carinola con Diploma del 3 giugno 1709 . |
| --- | --- | --- | --- | --- | --- | --- | --- | --- |
| I | Don Agapito IV Domenico Grillo (1672–1738) | | | 3 giugno 1709 | Isabelle Voyer dei Marchesi di Wemspel 6 figli e 4 figlie | III Marchese di Francavilla, II Marchese di Capriata, Marchese di Carpeneto, IV Marchese di Clarafuente e Grande di Spagna di prima classe, Barone di Mondragone e Carinola, Signore di Basaluzzo e Magnate d'Ungheria dal 1706 | Nessuno, fu il primo Duca | |
| I | Don Agapito IV Domenico Grillo (1672–1738) | 16 gennaio 1738 | | | Isabelle Voyer dei Marchesi di Wemspel 6 figli e 4 figlie | III Marchese di Francavilla, II Marchese di Capriata, Marchese di Carpeneto, IV Marchese di Clarafuente e Grande di Spagna di prima classe, Barone di Mondragone e Carinola, Signore di Basaluzzo e Magnate d'Ungheria dal 1706 | Nessuno, fu il primo Duca | |
| II | Don Filippo Agapito V Grillo (1699–1783) | | | 16 gennaio 1738 | Donna Maria Francesca Caracciolo di San Vito dei Marchesi di Grumo 1 figlio e 3 figlie | III Marchese di Capriata (dal 1740), Marchese di Carpeneto, V Marchese di Clarafuente e Grande di Spagna di prima classe, IV Marchese di Francavilla (lo vendette nel 1779), II Conte di Carinola, Signore di Basaluzzo e Magnate d'Ungheria; Patrizio Genovese; IX Duca di Monterotondo (dal 1777), III Duca dell'Anguillara e III Marchese di Trevignano (dal 1781) | Figlio del precedente, Agapito IV Domenico | |
| II | Don Filippo Agapito V Grillo (1699–1783) | 18 marzo 1783 | | | Donna Maria Francesca Caracciolo di San Vito dei Marchesi di Grumo 1 figlio e 3 figlie | III Marchese di Capriata (dal 1740), Marchese di Carpeneto, V Marchese di Clarafuente e Grande di Spagna di prima classe, IV Marchese di Francavilla (lo vendette nel 1779), II Conte di Carinola, Signore di Basaluzzo e Magnate d'Ungheria; Patrizio Genovese; IX Duca di Monterotondo (dal 1777), III Duca dell'Anguillara e III Marchese di Trevignano (dal 1781) | Figlio del precedente, Agapito IV Domenico | |
| III | Don Domenico Grillo (1748–1801) | | | 18 marzo 1783 | Donna Maria Rosa Sanseverino dei Principi di Bisignano 2 figli e 4 figlie | X Duca di Monterotondo, IV Duca dell'Anguillara, IV Marchese di Trevignano, IV Marchese di Capriata, Marchese di Carpeneto, VI Marchese di Clarafuente e Grande di Spagna di prima classe, III Conte di Carinola, Signore di Basaluzzo e Magnate d’Ungheria; Patrizio Genovese                                                                                        | Figlio del precedente, Filippo Agapito V | |
| III | Don Domenico Grillo (1748–1801) | 13 dicembre 1801 | | | Donna Maria Rosa Sanseverino dei Principi di Bisignano 2 figli e 4 figlie | X Duca di Monterotondo, IV Duca dell'Anguillara, IV Marchese di Trevignano, IV Marchese di Capriata, Marchese di Carpeneto, VI Marchese di Clarafuente e Grande di Spagna di prima classe, III Conte di Carinola, Signore di Basaluzzo e Magnate d’Ungheria; Patrizio Genovese                                                                                        | Figlio del precedente, Filippo Agapito V | |
| IV | Don Filippo Agapito VI Grillo (1770–1820) | | | 13 dicembre 1801 | Donna Margherita Branciforte dei Principi di Butera 2 figli e 1 figlia | XI Duca di Monterotondo (lo vendette nel 1814 ai Boncompagni-Ludovisi), V Duca dell'Anguillara, V Marchese di Trevignano (lo vendette nel 1816), V Marchese di Capriata, Marchese di Carpeneto, VII Marchese di Clarafuente e Grande di Spagna di prima classe, IV Conte di Carinola, Signore di Basaluzzo e Magnate d'Ungheria; Patrizio Genovese e Principe Romano  | Figlio del precedente, Domenico | |
| IV | Don Filippo Agapito VI Grillo (1770–1820) | 11 luglio 1820 | | | Donna Margherita Branciforte dei Principi di Butera 2 figli e 1 figlia | XI Duca di Monterotondo (lo vendette nel 1814 ai Boncompagni-Ludovisi), V Duca dell'Anguillara, V Marchese di Trevignano (lo vendette nel 1816), V Marchese di Capriata, Marchese di Carpeneto, VII Marchese di Clarafuente e Grande di Spagna di prima classe, IV Conte di Carinola, Signore di Basaluzzo e Magnate d'Ungheria; Patrizio Genovese e Principe Romano  | Figlio del precedente, Domenico | |
| V | Donna Maria Rosa Grillo (1792–1863) | | | 11 luglio 1820 | Don Giovanni Carlo III Doria, VIII principe d'Angri nessun figlio | VI Duchessa dell'Anguillara, VI Marchesa di Capriata, Marchesa di Carpeneto, VIII Marchesa di Clarafuente, V Contessa di Carinola e Grande di Spagna di prima classe | Figlia del precedente, Filippo Agapito VI | |
| V | Donna Maria Rosa Grillo (1792–1863) | 1º agosto 1863 | | | Don Giovanni Carlo III Doria, VIII principe d'Angri nessun figlio | VI Duchessa dell'Anguillara, VI Marchesa di Capriata, Marchesa di Carpeneto, VIII Marchesa di Clarafuente, V Contessa di Carinola e Grande di Spagna di prima classe | Figlia del precedente, Filippo Agapito VI | |
| Con l' abolizione della feudalità nel Regno di Napoli nel 1806 , il potere diretto dei Duchi cessò con essa. L'ultima duchessa della famiglia fu Donna Maria Rosa Grillo, morta nel 1863 . Per eredità familiare, i titoli di "Duca di Mondragone " e "Conte di Carinola " passarono alla cugina Cecilia Giustiniani , che tramite il suo matrimonio con Carlo Bandini fondò la nuova casata dei Giustiniani Bandini . [ 1 ] | | | | | | | | |

## Duchi di Mondragone (Giustiniani Bandini, 1863–1941)
| N° | Duca/Duchessa (nascita–morte) | Immagine | Stemma | In carica (dal–al) | Matrimonio & Discendenza | Altri titoli | Diritto di successione | N. |
| Morta l'ultima erede dei Grillo di Mondragone , i titoli di "Duca di Mondragone " e "Conte di Carinola " passarono per eredità familiare a Cecilia Giustiniani , cugina dell'ultima duchessa Maria Rosa Grillo: infatti, Cecilia era l'unica figlia legittima sopravvissuta di Andrea Vincenzo VI Giustiniani e di Nicoletta Grillo, a sua volta figlia del duca Domenico Grillo di Mondragone. [ 1 ] Tramite il matrimonio di Cecilia con Carlo Bandini nel 1815 si andò a fondare la nuova casata dei Giustiniani Bandini . [ 1 ] | Morta l'ultima erede dei Grillo di Mondragone , i titoli di "Duca di Mondragone " e "Conte di Carinola " passarono per eredità familiare a Cecilia Giustiniani , cugina dell'ultima duchessa Maria Rosa Grillo: infatti, Cecilia era l'unica figlia legittima sopravvissuta di Andrea Vincenzo VI Giustiniani e di Nicoletta Grillo, a sua volta figlia del duca Domenico Grillo di Mondragone. [ 1 ] Tramite il matrimonio di Cecilia con Carlo Bandini nel 1815 si andò a fondare la nuova casata dei Giustiniani Bandini . [ 1 ] | Morta l'ultima erede dei Grillo di Mondragone , i titoli di "Duca di Mondragone " e "Conte di Carinola " passarono per eredità familiare a Cecilia Giustiniani , cugina dell'ultima duchessa Maria Rosa Grillo: infatti, Cecilia era l'unica figlia legittima sopravvissuta di Andrea Vincenzo VI Giustiniani e di Nicoletta Grillo, a sua volta figlia del duca Domenico Grillo di Mondragone. [ 1 ] Tramite il matrimonio di Cecilia con Carlo Bandini nel 1815 si andò a fondare la nuova casata dei Giustiniani Bandini . [ 1 ] | Morta l'ultima erede dei Grillo di Mondragone , i titoli di "Duca di Mondragone " e "Conte di Carinola " passarono per eredità familiare a Cecilia Giustiniani , cugina dell'ultima duchessa Maria Rosa Grillo: infatti, Cecilia era l'unica figlia legittima sopravvissuta di Andrea Vincenzo VI Giustiniani e di Nicoletta Grillo, a sua volta figlia del duca Domenico Grillo di Mondragone. [ 1 ] Tramite il matrimonio di Cecilia con Carlo Bandini nel 1815 si andò a fondare la nuova casata dei Giustiniani Bandini . [ 1 ] | Morta l'ultima erede dei Grillo di Mondragone , i titoli di "Duca di Mondragone " e "Conte di Carinola " passarono per eredità familiare a Cecilia Giustiniani , cugina dell'ultima duchessa Maria Rosa Grillo: infatti, Cecilia era l'unica figlia legittima sopravvissuta di Andrea Vincenzo VI Giustiniani e di Nicoletta Grillo, a sua volta figlia del duca Domenico Grillo di Mondragone. [ 1 ] Tramite il matrimonio di Cecilia con Carlo Bandini nel 1815 si andò a fondare la nuova casata dei Giustiniani Bandini . [ 1 ] | Morta l'ultima erede dei Grillo di Mondragone , i titoli di "Duca di Mondragone " e "Conte di Carinola " passarono per eredità familiare a Cecilia Giustiniani , cugina dell'ultima duchessa Maria Rosa Grillo: infatti, Cecilia era l'unica figlia legittima sopravvissuta di Andrea Vincenzo VI Giustiniani e di Nicoletta Grillo, a sua volta figlia del duca Domenico Grillo di Mondragone. [ 1 ] Tramite il matrimonio di Cecilia con Carlo Bandini nel 1815 si andò a fondare la nuova casata dei Giustiniani Bandini . [ 1 ] | Morta l'ultima erede dei Grillo di Mondragone , i titoli di "Duca di Mondragone " e "Conte di Carinola " passarono per eredità familiare a Cecilia Giustiniani , cugina dell'ultima duchessa Maria Rosa Grillo: infatti, Cecilia era l'unica figlia legittima sopravvissuta di Andrea Vincenzo VI Giustiniani e di Nicoletta Grillo, a sua volta figlia del duca Domenico Grillo di Mondragone. [ 1 ] Tramite il matrimonio di Cecilia con Carlo Bandini nel 1815 si andò a fondare la nuova casata dei Giustiniani Bandini . [ 1 ] | Morta l'ultima erede dei Grillo di Mondragone , i titoli di "Duca di Mondragone " e "Conte di Carinola " passarono per eredità familiare a Cecilia Giustiniani , cugina dell'ultima duchessa Maria Rosa Grillo: infatti, Cecilia era l'unica figlia legittima sopravvissuta di Andrea Vincenzo VI Giustiniani e di Nicoletta Grillo, a sua volta figlia del duca Domenico Grillo di Mondragone. [ 1 ] Tramite il matrimonio di Cecilia con Carlo Bandini nel 1815 si andò a fondare la nuova casata dei Giustiniani Bandini . [ 1 ] | Morta l'ultima erede dei Grillo di Mondragone , i titoli di "Duca di Mondragone " e "Conte di Carinola " passarono per eredità familiare a Cecilia Giustiniani , cugina dell'ultima duchessa Maria Rosa Grillo: infatti, Cecilia era l'unica figlia legittima sopravvissuta di Andrea Vincenzo VI Giustiniani e di Nicoletta Grillo, a sua volta figlia del duca Domenico Grillo di Mondragone. [ 1 ] Tramite il matrimonio di Cecilia con Carlo Bandini nel 1815 si andò a fondare la nuova casata dei Giustiniani Bandini . [ 1 ] |
| --- | --- | --- | --- | --- | --- | --- | --- | --- |
| I | Donna Cecilia Giustiniani (1796–1877) | | | 1º agosto 1863 | Carlo Bandini, IV Marchese di Lanciano e Rustano, Patrizio di Macerata, Nobile di Camerino e di Nocera Umbra 1 figlio e 3 figlie | Contessa di Carinola dal 1863, VII Contessa di Newburgh, Viscontessa Kynnaird, Baronessa Livingstone di Flacraig tra i Pari di Scozia (riconosciuta nei titoli scozzesi nel 1858), Patrizia Genovese e Nobile Romana | Cugina della precedente duchessa, Maria Rosa Grillo | [ 1 ] [ 3 ] |
| I | Donna Cecilia Giustiniani (1796–1877) | 2 gennaio 1877 | | | Carlo Bandini, IV Marchese di Lanciano e Rustano, Patrizio di Macerata, Nobile di Camerino e di Nocera Umbra 1 figlio e 3 figlie | Contessa di Carinola dal 1863, VII Contessa di Newburgh, Viscontessa Kynnaird, Baronessa Livingstone di Flacraig tra i Pari di Scozia (riconosciuta nei titoli scozzesi nel 1858), Patrizia Genovese e Nobile Romana | Cugina della precedente duchessa, Maria Rosa Grillo | [ 1 ] [ 3 ] |
| II | Don Sigismondo Giustiniani Bandini (1818–1908) | | | 2 gennaio 1877 | Maria Sofia Massani 2 figli e 8 figlie | V Marchese di Lanciano e Rustano dal 1850, Conte di Carinola, VIII Conte di Newburgh, Visconte Kynnaird, Barone Livingstone, Patrizio di Macerata, Nobile di Camerino e di Nocera Umbra, riconosciuto Nobile Romano nel 1855, creato Principe Romano nel 1863 e 1º Principe Giustiniani-Bandini nel 1893 | Figlio della precedente, Cecilia Giustiniani | [ 1 ] [ 3 ] |
| II | Don Sigismondo Giustiniani Bandini (1818–1908) | 4 agosto 1908 | | | Maria Sofia Massani 2 figli e 8 figlie | V Marchese di Lanciano e Rustano dal 1850, Conte di Carinola, VIII Conte di Newburgh, Visconte Kynnaird, Barone Livingstone, Patrizio di Macerata, Nobile di Camerino e di Nocera Umbra, riconosciuto Nobile Romano nel 1855, creato Principe Romano nel 1863 e 1º Principe Giustiniani-Bandini nel 1893 | Figlio della precedente, Cecilia Giustiniani | [ 1 ] [ 3 ] |
| III | Don Carlo Giustiniani Bandini (1862–1941) | | | 4 agosto 1908 | Donna Maria Lanza Branciforte dei Principi di Trabia 3 figli e 1 figlia | II Principe Giustiniani-Bandini, VI Marchese di Lanciano e Rustano, Conte di Carinola, IX Conte di Newburgh, Visconte Kynnaird, Barone Livingstone, Patrizio di Macerata, Nobile di Camerino e di Nocera Umbra, Nobile Romano | Figlio del precedente, Sigismondo | [ 1 ] [ 3 ] |
| III | Don Carlo Giustiniani Bandini (1862–1941) | 14 giugno 1941 | | | Donna Maria Lanza Branciforte dei Principi di Trabia 3 figli e 1 figlia | II Principe Giustiniani-Bandini, VI Marchese di Lanciano e Rustano, Conte di Carinola, IX Conte di Newburgh, Visconte Kynnaird, Barone Livingstone, Patrizio di Macerata, Nobile di Camerino e di Nocera Umbra, Nobile Romano | Figlio del precedente, Sigismondo | [ 1 ] [ 3 ] |
| Dei tre figli maschi del duca Carlo, il piccolo Lorenzo Maria morì in infanzia e il giovane Giuseppe morì in battaglia presso Gorizia a soli 20 anni nel 1916 ; l'altro figlio era il primogenito Sigismondo che utilizzò come titoli di cortesia quelli di Duca di Mondragone e Visconte Kynnaird, ma anche lui morirà giovane a soli 32 anni nel 1918 e senza aver generato alcun erede: in mancanza di prole, fu stabilito che l'erede universale di tutto il patrimonio sarebbe stato l'eventuale figlio della sorella Maria Sofia Giustiniani-Bandini; tuttavia, anche quest'ultima non generò alcun figlio e con la sua morte nel 1977 si estinse definitivamente la sua dinastia, che si era già estinta in linea maschile con la morte di suo padre Carlo nel 1941 . [ 1 ] Nonostante Maria Sofia ereditò i titoli scozzesi di famiglia (che passarono alla famiglia Rospigliosi [ 3 ] ), quelli italiani di Mondragone e Carinola si estinsero con la morte di tutti i membri maschi della famiglia. [ 1 ] | | | | | | | | |